# Grimone
Grimone is een gehucht in de Franse gemeente Glandage, departement Drôme, regio Auvergne-Rhône-Alpes.